# 尚傑洛 (密西西比州)
尚傑洛（英語：Shongelo）是位於美國密西西比州史密斯縣的非建制地區。

## 歷史
尚傑洛的郵局於1873年設立，其後於1921年停運。

## 地理
尚傑洛所處的海拔為高於海平面166米（即545英呎），而該地所採用的時區為UTC-6，即北美中部時區（CST）。同時該地設有夏令時間，為UTC-6調快一小時，即UTC-5（CDT）。